# 妮珂萊特·謝伊
妮珂萊特·謝伊（英語：Nicolette Shea，1986年11月18日—），美國女性色情演員、模特兒和脫衣舞孃。
謝伊出生於加利福尼亚州沙加緬度。她一直以色情模特兒的身份出現在各刊物上，並也會在美國各地進行表演脫衣舞。她曾出現在Playboy TV的真人實境秀《Playboy Plus Pretty in Pink Vol. 2》中。謝伊於2017年首次進入色情業拍片，並在數位遊樂場的電影《Angela and Nicolette Get Wet》中出演一個場景。當年下半，她與色情影星凱然·李在Brazzers電影《Do not Bring Your Sister Around Me》中合作。
2019年，謝伊在2019年的第36屆AVN獎和XBIZ獎上皆入圍了最佳新星一獎。

## 外部連結
- 妮珂萊特·謝伊的Instagram帳戶
- 妮珂萊特·謝伊的X（前Twitter）
- Nicolette Shea在互联网电影资料库（IMDb）上的資料（英文）
- 妮珂萊特·謝伊在網際網路成人電影資料庫
- 成人電影資料庫上妮珂萊特·謝伊的资料（英文）